# Внешняя политика Ганы
Внешняя политика Ганы — общий курс Ганы в международных делах. Внешняя политика регулирует отношения Ганы с другими государствами. Реализацией этой политики занимается министерство иностранных дел Ганы. Гана активно участвует в Организации Объединённых Наций и многих её специализированных учреждениях, Всемирной торговой организации, Движении неприсоединения, Организации африканского единства (ОАЕ), Африканском союзе (АС) и Экономическом сообществе стран Западной Африки (ЭКОВАС). Как правило, сотрудничает по экономическим и политическим вопросам с консенсусом стран Движения неприсоединения и ОАЕ, не затрагивающим напрямую её собственные интересы. Гана была чрезвычайно активна в международной миротворческой деятельности под эгидой ООН в Ливане, Афганистане, Руанде и на Балканах, в дополнение к восьмилетней субрегиональной инициативе со своими партнерами из ЭКОВАС по разработке проекта, а затем и обеспечению прекращения огня в Либерии. Гана также является членом Международного уголовного суда.

## История

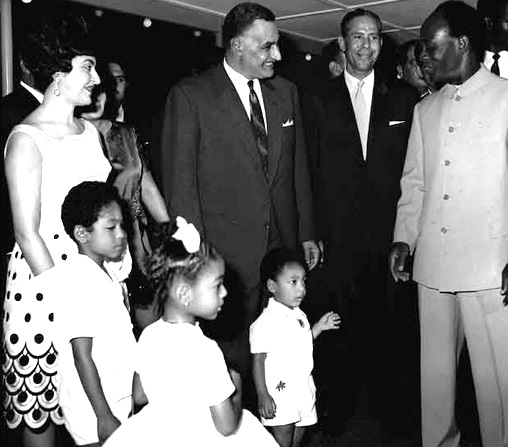
Кваме Нкрума и его семья на встрече с президентом Египта Гамалем Абдель Насером во время саммита ОАЕ 1965 года в Аккре.

Внешняя политика Ганы с момента обретения независимости характеризовалась приверженностью принципам и идеалам неприсоединения и панафриканизма, впервые провозглашенным президентом Кваме Нкрумой в начале 1960-х годов. Для Кваме Нкрумы неприсоединение означало полную независимость от политики и союзов как с Востоком, так и Западом, а также поддержку всемирного союза так называемых неприсоединившихся наций в противовес этим силовым блокам. Панафриканизм, напротив, был специфически африканской политикой, предполагавшей независимость Африки от западного колониализма и возможное экономическое и политическое единство африканского континента.
Временный совет национальной обороны Ганы (ВСНО), как и большинство его предшественников, предпринимала серьёзные и последовательные попытки практического применения этих идеалов и принципов, и его преемник, правительство Национального демократического конгресса (НДК), обещало быть последовательным. Под руководством НДК Гана по-прежнему была привержена принципу неприсоединения в мировой политике. Гана также выступала против вмешательства во внутренние дела как малых, так и больших стран. Это был отход от внешнеполитического подхода Кваме Нкрумы, которого часто обвиняли в попытках подорвать африканские правящие режимы, такие как в Того и Кот-д’Ивуаре, которые он считал идеологически консервативными. Правительство НДК, как и ВСНО до него, верит в принцип самоопределения, включая право на политическую независимость и право людей на свое экономическое и социальное развитие без вмешательства извне. Ещё одна особенность правления НДК, перенесенная из эпохи ВСНО, — это верность тому, что ведущий африканский ученый назвал «одним из самых успешных неоклассических усилий по экономической реформе, поддерживаемых МВФ и Всемирным банком».
Таким образом, общие цели внешней политики Ганы включают поддержание дружественных отношений и сотрудничества со всеми странами, желающими такого сотрудничества, независимо от идеологических соображений, на основе взаимного уважения и невмешательства во внутренние дела друг друга. Освобождение Африка и её единство являются краеугольными камнями внешней политики Ганы. В качестве члена-основателя Организации африканского единства (ОАЕ) политика НДК заключалась в строгом соблюдении Устава ОАЕ.
Другой важный принцип внешней политики Ганы предполагает максимально тесное сотрудничество с соседними странами, с которыми народ Ганы объединяет культурная история, кровные и экономические связи. Результаты включали различные двусторонние торгово-экономические соглашения и постоянные совместные комиссии с участием Ганы и её ближайших соседей, иногда перед лицом скрытых идеологических и политических разногласий и взаимных подозрений, а также многочисленные взаимные государственные визиты высокопоставленных официальных лиц. Эти меры внесли значительный вклад в субрегиональное сотрудничество, развитие и снижение напряженности.
В качестве примера заинтересованности Ганы в региональном сотрудничестве страна с энтузиазмом поддержала создание Экономическом сообществе стран Западной Африки (ЭКОВАС) в 1975 году. Эта организация была создана специально для развития межрегионального экономического и политического сотрудничества. ЭКОВАС послужил полезным средством для контактов с соседними правительствами Западной Африки и для направления возросшего ганского экспорта на региональные рынки. С 1990 года ЭКОВАС участвует в миротворческой миссии в Либерии, для которой Гана предоставила большой контингент войск. Гана также участвовала в других международных миротворческих операциях, отправляя солдат в операции Организации Объединённых Наций (ООН) в Камбодже в 1992-93 годах и в Руанде в 1993-94 годах.
В августе 1994 года президент Ганы Джерри Ролингс стал председателем ЭКОВАС и немедленно предпринял несколько инициатив по снижению напряжённости и конфликтов в Западной Африке. Примечательным среди них было подписание Соглашения Акосомбо от 12 сентября, призванное положить конец гражданской войне в Либерии.

## Гана и Содружество наций
Гана была государством-членом Содружества наций с момента обретения независимости в 1957 году, сначала как доминион, а затем как республика в Содружестве наций.